# Zoran Zaev
Zoran Zaev (tiếng Macedonia: Зоран Заев; sinh ngày 8 tháng 10 năm 1974) là một chính trị gia người Macedonia, giữ chức Thủ tướng Bắc Macedonia kể từ ngày 31 tháng 5 năm 2017. Trước khi nhậm chức Thủ tướng, Zaev là thành viên của Hội đồng Macedonia từ năm 2003 đến 2005, và thị trưởng của Strumica từ năm 2005 đến 2016. Ông là chủ tịch của phe trung tả Liên minh Dân chủ Xã hội.

## Tiểu sử
Zoran Zaev sinh ngày 8 tháng 10 năm 1974 tại Strumica. Sau khi học xong tiểu học và trung học ở quê nhà, anh đăng ký học tại Khoa kinh tế Skopje từ đó anh tốt nghiệp năm 1997. Zaev có bằng thạc sĩ về kinh tế tiền tệ tại cùng một trường đại học.

## Sự nghiệp chính trị
Zaev trở thành thành viên của Liên minh Dân chủ Xã hội Macedonia vào năm 1996. Ông được bầu làm chủ tịch chính quyền khu vực Strumica của Đảng hai lần. Ông từng là Phó chủ tịch của Đảng từ năm 2006 đến 2008. Ông đã giành được ba cuộc bầu cử địa phương liên tiếp và làm thị trưởng Strumica từ năm 2005 đến 2016. Sau khi Branko Crvenkovski từ chức lãnh đạo của SDSM năm 2013, Zaev được bầu làm lãnh đạo mới. Ngoài ra, ông còn là thành viên của Hội đồng tiếng Macedonia từ 2003 đến 2005. Sau 2016 bầu cử quốc hội, Zaev đã thành lập chính phủ liên minh với sự hỗ trợ từ Liên minh dân chủ vì hội nhập và Liên minh vì người Albani vào tháng 5 năm 2017.

### Tranh cãi
Vào tháng 1 năm 2015, cựu Thủ tướng Bắc Macedonia Nikola Gruevski đã buộc tội Zaev vì âm mưu bị cáo buộc với một cơ quan tình báo nước ngoài và một nhà ngoại giao lật đổ Chính phủ, và liên quan đến vụ việc được cho là đã cố gắng đảo chính. Zaev hồi tháng 2 đã cáo buộc Gruevski nghe lén và gián điệp bất hợp pháp ít nhất 20.000 người trong nước. Công tố viên, mặt khác, đã buộc tội Zaev đã tống tiền Gruevski và bắt giữ năm người có liên quan đến vụ án đó. Vụ án sau đó đã bị hủy do không đủ bằng chứng.